# Carl Berner (arkitekt)
 Der er flere personer med dette navn, se Carl Berner.
Carl Berner (5. oktober 1877 i Bergen–30. marts 1943 i Vågå) var en norsk arkitekt, søn af Carl Berner.
Berner gennemgik Kristiania Tekniske Skoles bygningsingeniørafdeling og den Kongelige Kunst- og Håndværksskole, hvorefter han studerede arkitektur i England 1900—02, i andre lande 1903 og 1905. Siden 1903 indehavde han sammen med sin broder Jørgen Haslef Berner og arbejdede i arkitektfirmaet Berner & Berner i Kristiania. Berner ydede også uden for dette fremragende arbejder i dekorativ kunst. Han var formand for afdelingen for anvendt og dekorativ kunst ved Jubilæumsudstillingen i Kristiania 1914, og han var medlem af bestyrelsen for Kunstindustrimuseet i Kristiania.